# Dover Castle
Dover Castle er et middelalderligt slot i byen af samme navn i det engelske county Kent. Det blev bygget i 1100-tallet og er blevet beskrevet som "Nøglen til England" på grund af dets defensive vigtighed i løbet af historien. Det er det største slot i England. Sammen med Canterbury og Rochester Castle er det et af de tre oprindelige royale slotte i Kent.
Dover Castle er i dag et yndet turistmål og det har også været brugt til flere film og tv-serier.

## Historie
Allerede i jernalderen var der befæstning på området inden den romerske invasion af England i 43 e.v.t. Romerne byggede to fyrtårne på området.
Wilhelm Erobreren lagde vejen forbi efter Slaget ved Hastings i 1066.
Borgen blev udbygget inder Henrik II og i 1216 fik en gruppe oprørske baroner den franske Ludvig 8. til at belejre borgen. Selvom det lykkedes bryde igennem murene fik han dog ikke overtaget slottet.
I Tudortiden var slottets forsvarsværker erstattet af krudt og skydevåben. Henrik III af England forbedrede dem yderligere efter han havde besøgt slottet.
Under den Engelske borgerkrig lykkedes det at overtage slottet uden at et eneste skud blev affyret i 1642. Netop fordi det ikke blev ødelagt ved denne overtagelse har det overlevet bedre en mange lignende slotte.
I 1700-tallet blev slottet ombygget under Napoleonskrigene. Senere blev bl.a. gravet en tunnel fra slottet til nogle barakker uden for borgens område for tillade soldater at komme ind på området på en hurtig og effektiv måde. Tunnelen stod færdig i 1803. Under 2. verdenskrig blev tunnelerne ombygget til flyverskjul og senere til kommandocentral, hvorfra Operation Dynamo blev ledet i maj 1940.
Slottet ejes i dag af English Heritage og er en stor turistattraktion i området. Det rummer også museet for Princess of Wales's Royal Regiment.
I 2007 og 2009 brugte English Heritage 2,45 millioner pund på at genskabe slottets interiør. Ifølge tal fra Association of Leading Visitor Attractions besøgte næsten 350.000 mennesker Dover Castle i 2010.

## Film og Tv
Slottet har været brugt til en række forskellige film og tv-optagelser. Heriblandt:
- Slottet har "spillet" Tower of London i To Kill a King, Lady Jane, The Other Boleyn Girl og i den første scene af Kevin & Perry Go Large
- 1971 Doctor Who som det fiktive Stangmoor Prison
- 1990 Hamlet instrueret af Franco Zeffirelli
- 1994 Strange but True?, ITV
- 1996 Vinden i Piletræerne
- 2002 Most Haunted Live, i en scene i juleudgaven
- 2003 Johnny English
- 2006 Treasure Hunters som en del af skattejagten
- 2009 Agatha Christie's Poirot, episoden The Clocks, ITV
- 2012 Battle Castle episode 3 om belejringen af Dover Castle i 1216